# MMIX

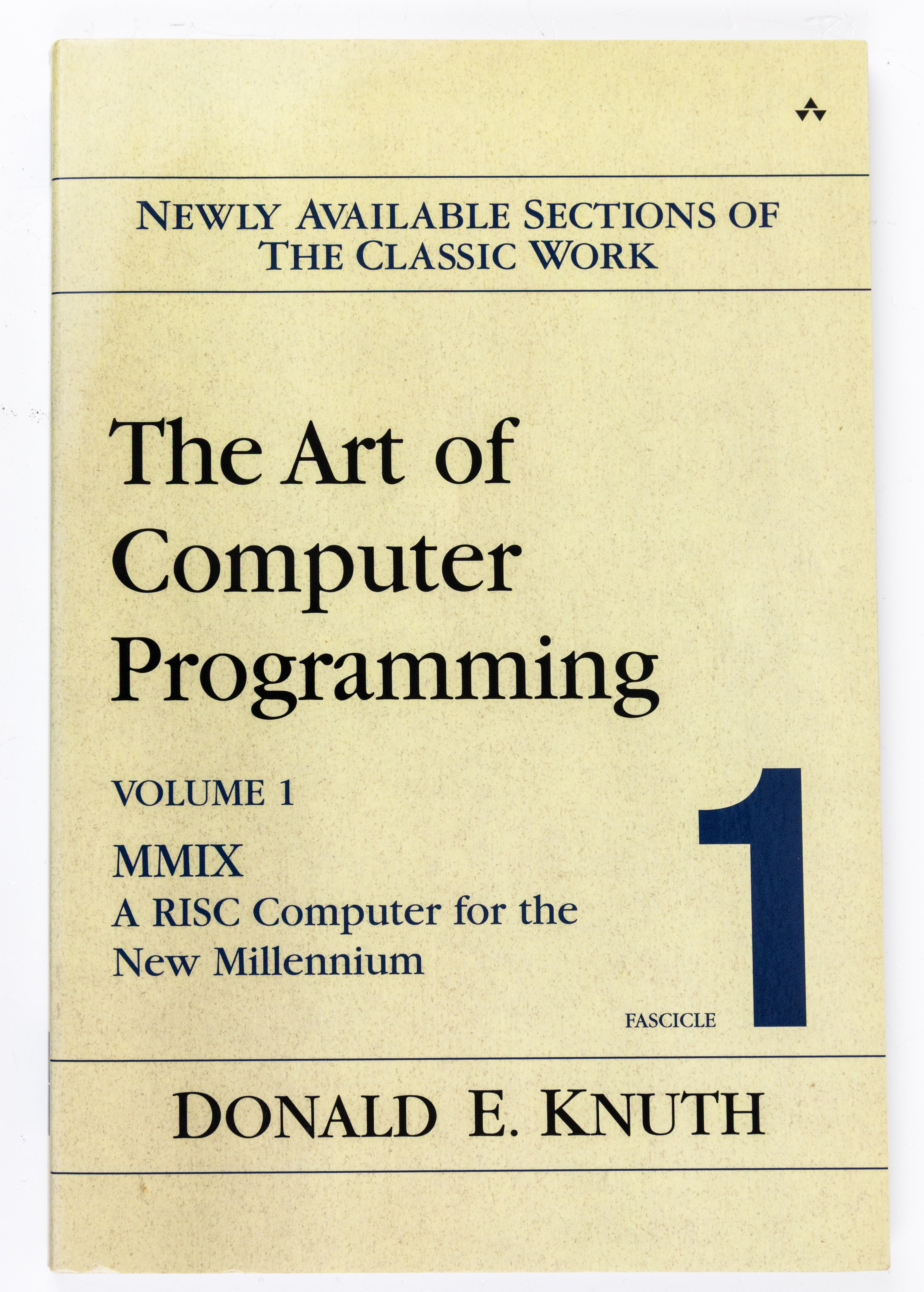
The Art of Computer Programming, Vol. 1, Fascicle 1: MMIX – A RISC Computer for the New Millennium

MMIX [ˈɛmɪks] ist ein 64-Bit-Modellcomputer (engl. abstract machine) mit einem RISC-Befehlssatz. Donald E. Knuth benutzt ihn in seinem mehrbändigen Standardwerk The Art of Computer Programming, um die vorgestellten Algorithmen zu beschreiben. MMIX ersetzt den älteren MIX-Modellcomputer der ersten Auflagen durch eine moderne, erweiterte Version.
Knuth begründet diese Wahl mit dem Hinweis, dass das Programmieren in einer hypothetischen Assemblersprache verhindere, dass sein Werk rasch veraltet wirke. Man habe in den letzten Jahrzehnten immer wieder neue Programmiersprachen gesehen, die nur kurze Zeit Interesse fanden. Zudem erlaube eine hardwarenahe Sprache, die Probleme bei der effizienten Implementation von Algorithmen konkreter darzustellen als eine höhere Programmiersprache.
Der MMIX wird über 256 Maschinenbefehle gesteuert. Die meisten, insbesondere die arithmetisch-logischen Befehle, verwenden ausschließlich Register-Operanden. Wie moderne RISC-Prozessoren hat der MMIX mit 256 eine relativ große Zahl von Allzweck-Registern. Zusätzlich gibt es 32 Spezialregister zum Anzeigen von Fehlern und bestimmten Zuständen. Daneben erlaubt MMIX, im Gegensatz zum erwähnten MIX, auch virtuelle Adressierung und damit die Untersuchung von Speicheralgorithmen.
Die Tatsache, dass der MMIX nicht als Hardware, sondern als Software-Simulation implementiert ist, ist wohl einer der Gründe, warum er vor allem in der Forschung und der Lehre eingesetzt wird. Insbesondere auf dem Gebiet der Algorithmenentwicklung und der Effizienzmessung von Algorithmen ist der MMIX von großem Nutzen. Die Simulatorsoftware gibt Auskunft über die Laufzeit bzw. die benötigten Taktzyklen und die Anzahl der ausgeführten Befehle einzelner Algorithmen und ermöglicht so einen direkten und ungestörten Vergleich unterschiedlicher Algorithmen.

## Architektur
MMIX ist ein Binärcomputer mit einem 64 Bit großen virtuellen Adressraum und 32-Bit-Befehlen, die die big-endian-Konvention benutzen.

### Befehle
Zu allen Befehlen gehören Mnemonics, etwa ADD zu 32. Die meisten Befehle haben die Form OP X,Y,Z, wobei OP für die Anweisung steht und X für das Register, in dem das Ergebnis gespeichert wird. Der Rest bezeichnet die Operanden der Anweisung. Jedes Feld ist acht Bit breit. ADD $0,$1,3, addiert beispielsweise den Inhalt aus Register $1 zu 3 und speichert das Ergebnis in Register $0.
MMIX-Programme benutzen normalerweise die MMIXAL-Assembler-Sprache (siehe dazu die Hello-World-Seite).

### Register
Es gibt 256 Allzweckregister im MMIX-Chip, die von $0 bis $255 durchnummeriert sind, und 32 Spezialregister. Wenn X eine Zahl von 0 bis einschließlich 255 bezeichnet, legen die Register rL und rG fest, ob $X ein lokales oder globales Register ist.

#### Lokaler Register-Stack
Der lokale Register-Stack führt seine eigenen Unterroutinen mit eigenen rL lokalen Registern ($0 bis $(rL-1)) durch. Die Argumente der Unterprogramme verbleiben bei Aufruf in lokalen Registern des Unterprogramms. Beim Rücksprung aus dem Unterprogramm werden die zuvor auf den Stack gelegten Register („PUSH“) zurückgelesen („POP“). Da nur 512 lokale, physische Register vorliegen, wird ein Teil des Stacks im Hauptspeicher abgelegt. Mit den Spezialregistern rO und rS kann man einsehen, welcher Teil des lokalen Registerstacks bereits im Speicher liegt.

#### Spezialregister
Die 32 Spezialregister sind:
1. rB, das Bootstrap-Register (trip)
Beim Zuweisen von, rB ← $255 und $255 ← rJ. Somit wird rJ in einem normalen Register gespeichert.
2. rD, Dividendenregister
„Unsigned Integer Division“ verwendet dieses Register.
3. rE, Epsilonregister
Für Gleitkommavergleiche mit Beachtung des Epsilons
4. rH, Himultregister
Zum Speichern des linken Teils eines 128-Bit Ergebnisses nach einer „unsigned integer“-Multiplikation.
5. rJ, return Jump register
Beim Ausführen von PUSH wird die Adresse der nächsten Anweisung hier gespeichert und beim Rücksprung von POP gelesen.
6. rM, Multiplex mask register
Wird vom Multiplex-Befehl verwendet
7. rR, Restregister
Für den Rest einer „integer division“
8. rBB, Bootstrap register (trap)
Beim Zuweisen von, rBB ← $255 und $255 ← rJ. Somit wird rJ in einem normalen Register gespeichert.
9. rC, Cycle counter
Wird bei jedem Zyklus erhöht
10. rN, Seriennummer
Eine Konstante, die den MMIX-Prozessor bezeichnet
11. rO, Registerstack Offset
Zur Umsetzung des Register-Stacks
12. rS, Registerstack Pointer
Zur Umsetzung des Register-Stacks
13. rI, Interval counter
Wird bei jedem Zyklus verringert. Löst bei 0 ein Interrupt aus.
14. rT, Trap address Register
Zum Speichern der Adresse des Trip-Vektors
15. rTT, dynamic Trap address register
Zum Speichern der Adresse des Trip-Vektors
16. rK, Interrupt mask register
Zum Aktivieren oder Deaktivieren von Interrupts
17. rQ, Interrupt request register
Zum Speichern der Interrupts bei ihrem Auftreten
18. rU, Usage counter
Zählt die ausgeführten Befehle
19. rV, Virtual translation register
Zum Übersetzen einer virtuellen Adresse in eine physische
20. rG, Global threshold register
Alle Register größer-gleich rG gehören zu den globalen Registern.
21. rL, Local threshold register
Alle Register kleiner als rL gehören zu den lokalen Registern.
22. rA, Arithmetic status register
Zum Aufzeichnen arithmetischer Exceptions wie Überläufen („overflow“) oder Division durch Null
23. rF, Failure location register
Hier wird die Adresse des Befehls gespeichert, der einen Fehler ausgelöst hat.
24. rP, Prediction register
Wird von „conditional swap“ (CSWAP) verwendet
25. rW, Where-interrupted register (trip)
Zum Speichern des nachfolgenden Befehls, der von einem Interrupt unterbrochen wurde
26. rX, Execution register (trip)
Zum Speichern des Befehls, der von einem Interrupt unterbrochen wurde
27. rY, Y Operand (trip)
Zum Speichern des Y-Operanden bei einem Interrupt
28. rZ, Z Operand (trip)
Zum Speichern des Z-Operanden bei einem Interrupt
29. rWW, Where-interrupted register (trap)
Zum Speichern des nachfolgenden Befehls, der von einem Interrupt unterbrochen wurde
30. rXX, Execution register (trap)
Zum Speichern des Befehls, der von einem Interrupt unterbrochen wurde
31. rYY, Y Operand (trap)
Zum Speichern des Y-Operanden bei einem Interrupt
32. rZZ, Z Operand (trap)
Zum Speichern des Z-Operanden bei einem Interrupt